# Гарднер, Верн
Вернон Б. «Верн» Гарднер (англ. Vernon B. "Vern" Gardner; 14 мая 1925, Афтон, штат Вайоминг, США — 26 августа 1987, Огден, штат Юта, США) — американский профессиональный баскетболист, запомнившийся своими выступлениями на студенческом уровне.

## Ранние годы
Верн Гарднер родился 14 мая 1925 года в городе Афтон (штат Вайоминг), учился там же в средней школе Стар-Вэлли, в которой играл за местную баскетбольную команду.

## Студенческая карьера
В 1949 году окончил Университет Юты, где в течение четырёх лет играл за баскетбольную команду «Юта Ютес», в которой провёл успешную карьеру. При Гарднере «Ютес» ни разу не выигрывали регулярный чемпионат конференции Mountain States Athletic, а также ни разу не выходили в плей-офф студенческого чемпионата США.
В 1947 году баскетболисты «Юта Ютес» стали чемпионами Национального пригласительного турнира (NIT), обыграв в финальном матче в упорной борьбе команду университета Кентукки «Кентукки Уайлдкэтс» со счётом 49—45, а Верн Гарднер, набрав в решающей игре 17 очков, был признан самым ценным игроком турнира. Три года подряд в составе «Ютес» Верн включался в сборную всех звёзд конференции Mountain States Athletic, а в сезонах 1946/1947 и 1948/1949 годов становился лучшим снайпером команды, за что по их итогам включался во 2-ю всеамериканскую сборную NCAA. Свитер с номером 33, под которым Гарднер выступал за «Юта Ютес», был закреплён за ним и выведен из употребления.

## Профессиональная карьера
Играл на позиции тяжёлого форварда и центрового. В 1949 году Верн Гарднер был выбран на драфте БАА под 5-м номером командой «Филадельфия Уорриорз», выступавшей в Национальной баскетбольной ассоциации (НБА), в которой провёл всю свою непродолжительную профессиональную карьеру. Всего в НБА провёл 3 сезона, в течение которых Гарднер сыграл 151 игру, в которых набрал 1339 очков (в среднем 8,9 за игру), сделал 349 подборов и 245 передач.

## Дальнейшая карьера и смерть
После завершения спортивной карьеры игрока Гарднер стал школьным тренером и учителем по физической подготовке, сначала в родной школе Стар-Вэлли, а затем в средней школе Бонневилль в городе Вашингтон-Террейс.
Верн Гарднер скончался в среду, 26 августа 1987 года, на 63-м году жизни от инсульта в городе Огден (штат Юта). У него осталась жена Джоанна и шестеро детей.

## Статистика

### Статистика в НБА
| Сезон                                                                                    | Команда              | Регулярный сезон | Регулярный сезон | Регулярный сезон | Регулярный сезон | Регулярный сезон | Регулярный сезон | Регулярный сезон | Регулярный сезон | Регулярный сезон | Регулярный сезон | Регулярный сезон | Серия плей-офф | Серия плей-офф | Серия плей-офф | Серия плей-офф | Серия плей-офф | Серия плей-офф | Серия плей-офф | Серия плей-офф | Серия плей-офф | Серия плей-офф | Серия плей-офф |
| Сезон                                                                                    | Команда              | GP               | GS               | MPG              | FG%              | 3P%              | FT%              | RPG              | APG              | SPG              | BPG              | PPG              | GP             | GS             | MPG            | FG%            | 3P%            | FT%            | RPG            | APG            | SPG            | BPG            | PPG            |
| ---------------------------------------------------------------------------------------- | -------------------- | ---------------- | ---------------- | ---------------- | ---------------- | ---------------- | ---------------- | ---------------- | ---------------- | ---------------- | ---------------- | ---------------- | -------------- | -------------- | -------------- | -------------- | -------------- | -------------- | -------------- | -------------- | -------------- | -------------- | -------------- |
| 1949/50                                                                                  | Филадельфия Уорриорз | 63               |                  |                  | 34,2             |                  | 76,7             |                  | 1,9              |                  |                  | 13,5             | 2              |                |                | 34,1           |                | 66,7           |                | 1,0            |                |                | 18,0           |
| 1950/51                                                                                  | Филадельфия Уорриорз | 61               |                  |                  | 33,7             |                  | 71,1             | 3,9              | 1,5              |                  |                  | 5,4              | 2              |                |                | 50,0           |                | 100,0          | 2,0            | 0,0            |                |                | 5,5            |
| 1951/52                                                                                  | Филадельфия Уорриорз | 27               |                  | 18,8             | 37,1             |                  | 65,2             | 4,1              | 1,4              |                  |                  | 5,9              | 3              |                | 25,7           | 36,8           |                | 90,9           | 4,7            | 1,0            |                |                | 8,0            |
|                                                                                          | Всего                | 151              |                  | 18,8             | 34,4             |                  | 74,8             | 4,0              | 1,6              |                  |                  | 8,9              | 7              |                | 25,7           | 36,6           |                | 82,6           | 3,6            | 0,7            |                |                | 10,1           |
| Наведите курсор мыши на аббревиатуры в заголовке таблицы, чтобы прочесть их расшифровку. |                      |                  |                  |                  |                  |                  |                  |                  |                  |                  |                  |                  |                |                |                |                |                |                |                |                |                |                |                |